# Grand Prix Suisse féminin
Pour les articles homonymes, voir Grand Prix de Suisse.
Le Grand Prix Suisse féminin est une course cycliste sur route en ligne féminine qui s'est déroulée de 1997 à 2002. Elle s'appelle Grand Prix Guillaume Tell en 1998, et Finale de la Coupe du monde UCI en 1999 et 2000. Elle se déroule à Embrach, près de Zurich, de 1998 à 2000 puis à Oberembrach, une commune adjacente, de 2001 à 2002. La course fait partie de la Coupe du monde de cyclisme sur route féminine de 1998 à 2002. En 2008 et 2009, un critérium du nom de Züri Metzgete a lieu à Zurich. Il est inscrit au calendrier UCI en 2008, mais pas en 2009. 

## Palmarès
| Année | Vainqueur            | Deuxième             | Troisième         |
| ----- | -------------------- | -------------------- | ----------------- |
| 1997  | Yvonne Schnorf-Wabel | Chantal Daucourt     | Nicole Brändli    |
| 1998  | Zulfiya Zabirova     | Elsbeth Vink         | Zita Urbonaitė    |
| 1999  | Anna Wilson          | Hanka Kupfernagel    | Arenda Grimberg   |
| 2000  | Pia Sundstedt        | Fabiana Luperini     | Mirjam Melchers   |
| 2001  | Susanne Ljungskog    | Fabiana Luperini     | Edita Pučinskaitė |
| 2002  | Swetlana Bubnenkowa  | Simona Parente       | Priska Doppmann   |
| 2008  | Giorgia Bronzini     | Tatiana Guderzo      | Fabiana Luperini  |
| 2009  | Jennifer Hohl        | Jessica Schneeberger | Monica Holler     |